# Mecistoptera porphyriopasta
Mecistoptera porphyriopasta là một loài bướm đêm trong họ Erebidae.